# Ghana-Suriname Kamer van Koophandel
De Ghana-Suriname Kamer van Koophandel is een handelskamer die als doel heeft de handelsrelatie tussen Suriname en Ghana te bevorderen.
De handelskamer is een initiatief uit 2018 van Susan Alfred-Walcott, een Trinidadiaanse die in de 20e eeuw emigreerde naar Ghana. Het idee ontstond in aanloop naar het Year of Return dat president Nana Akufo-Addo lanceerde in het kader van 400 jaar Ghanese diaspora. Voorafgaand aan het initiatief hadden de Ghanese autoriteiten haar gevraagd om Suriname en het Caribisch deel van Nederland tijdens het jubileumjaar te promoten. De bevordering van de handelsrelatie met Ghana maakte daar deel van uit. Bij de voorbereidingen werden de econoom Armand Zunder en NAKS-voorzitter Siegmien Power-Staphorst geconsulteerd.
Eveneens in 2018 vroeg ze aan Barryl Biekman, een activiste voor de Afrikaanse diaspora in Europa en de Nederlandstalige landen, om de leiding van de kamer op zich te nemen. Zij bewilligde uiteindelijk medio 2020. De kamer wordt bemenst door vier personen met ervaring in internationaal zaken doen en die beide landen goed kennen.
Suriname heeft ook een ambassade in Ghana. De Ghanese ambassadeur voor Suriname resideert in Brasilia.